# Leidenharterhof
Leidenharterhof ist ein Hofgut auf Gemarkung der Gemeinde Neunkirchen im Neckar-Odenwald-Kreis im nördlichen Baden-Württemberg. Das heutige Hofgut wurde im 18. Jahrhundert angelegt, geht aber auf einen älteren, im Dreißigjährigen Krieg zerstörten Hof zurück.

## Geografie
Der Leidenharterhof liegt anderthalb Kilometer nordöstlich von Neunkirchen.

## Geschichte
Der ursprüngliche Leidenharterhof befand sich im heute von Wald überwachsenen Flurstück Am alten Leidenhof nördlich des heutigen Weilers. Der Hof gehörte den Pfalzgrafen in Heidelberg und war an die jeweiligen Lehensbesitzer der nahen Minneburg vergeben, die den Hof an einen Hofmann verpachteten. Die älteste Erwähnung des Hofes befindet sich in 1731 angelegten Abschriften der Minneburger Renovatur von 1500, der Hof wird darin Leidenhof und Schafhof uf Leidenhardt genannt. Der Hofpächter lebte zu jener Zeit von der Schafzucht und betreute 400 Schafe, die zur Hälfte dem Pächter und zur Hälfte Schafknechten und den Schlossbesitzern gehörten. Die Schafzucht bot sich um den Hof herum an, da der steinige Boden der zur Minneburg zählenden Ländereien teilweise nicht für Ackerbau geeignet war. Der Unterhalt des Hauptgebäudes des Hofes lag teils bei den Schlossbesitzern, teils beim Pächter. Auch in späteren Renovaturaufzeichnungen wird die Summe von 400 Schafen genannt, von denen jeweils die Hälfte dem Hofpächter gehörten. 1603 wird der Hof noch als bewirtschaftet beschrieben. 1651 wird berichtet, der Hof sei vor vielen Jahren ganz in Abgang gekommen. Die völlige Zerstörung des Hofes ereignete sich vermutlich im Dreißigjährigen Krieg während der Belagerung der Minneburg vom 13. bis 20. März 1622. Der heutige Hof wurde im 18. Jahrhundert südlich des abgegangenen Hofes errichtet.